# Schloss Schenkendorf

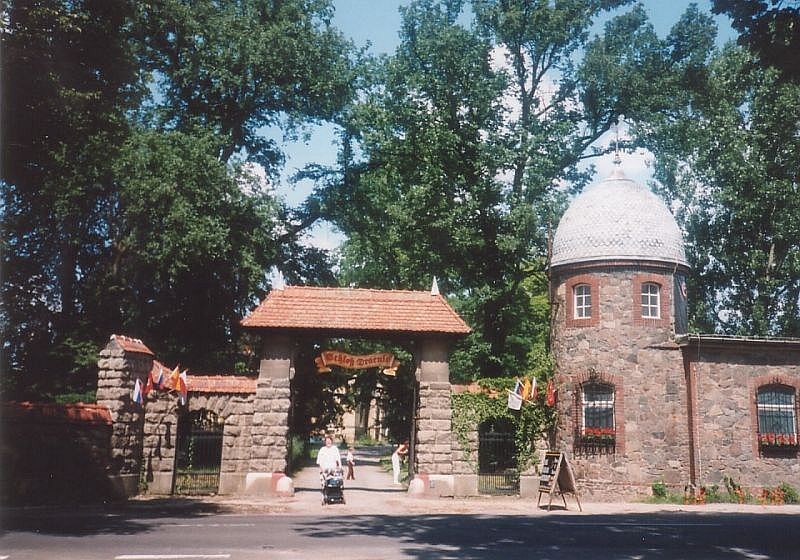
Eingang zum Schlossgelände

Schloss Schenkendorf ist eine repräsentative Villa im zur Stadt Mittenwalde gehörenden Ortsteil Schenkendorf, etwa 15 Kilometer südlich der Stadtgrenze von Berlin. 

## Wissenswertes
Der an den Neoklassizismus angelehnte Bau gehört zu einem Ensemble von insgesamt dreizehn Gebäuden. Er wurde 1896 im Auftrag von Rudolf Mosse erbaut und befindet sich in einem rund 16 Hektar großen naturbelassenen Park. Dieser steht unter Naturschutz und beheimatet unter anderem blaue, gelbe und weiße Frühjahrswindröschen. Das zweigeschossige Haupthaus mit konstruktivem Walmdach ist dem italienischen Landhausstil nachempfunden. Die Außenverkleidung besteht aus Klinker und Putz.
Bis 1932 diente das Anwesen der vermögenden Berliner Verlegerfamilie Mosse als Sommersitz. Nach dem Tod des Firmengründers, der 1920 auf Schloss Schenkendorf starb, wurde das Haupthaus auch als Begegnungsstätte für Intellektuelle, Politiker und Wissenschaftler genutzt; unter anderem verweilte hier gern als Gast Georgi Wassiljewitsch Tschitscherin. Hans Lachmann-Mosse, der Erbe des Mosse-Imperiums, stiftete der Gemeinde die Kirchenglocken und wurde in Schenkendorf als eine Art Gutsherr betrachtet. Sein Sohn, George L. Mosse, der bis 1933 die Schule Schloss Salem besuchte, verbrachte seine Sommerferien regelmäßig auf Schloss Schenkendorf. Für seine Aufenthalte stand ihm ein kompletter Flügel zur Verfügung.
1932 geriet Schloss Schenkendorf aufgrund des wirtschaftlichen Zusammenbruchs des Mosse-Konzerns bis zum Ende des Zweiten Weltkriegs unter die Zwangsverwaltung der Cautio Treuhand GmbH. Nach 1945 nutzte die Nationale Volksarmee das Areal. Im Zuge der Wiedervereinigung kam das Schloss in den Besitz der Erben von George L. Mosse. 1995 erwarb Ottomar Rodolphe Vlad Dracula Prinz Kretzulesco das Grundstück. Bis 2006 diente die Orangerie als Gaststätte und Ausstellungsraum. Anschließend stand das Schloss unter Zwangsverwaltung und wurde 2009 bei einem festgesetzten Verkehrswert in Höhe von 535.000 Euro von der Falstaf Vermögensverwaltung AG für 268.000 Euro ersteigert. Am 28. April 2014 brach im Schloss ein Brand aus, und es befindet sich seitdem in einem maroden und ständig weiter verfallenden Zustand.
Die Anlage ist denkmalgeschützt und in der Liste der Baudenkmale in Mittenwalde aufgeführt. Schloss Schenkendorf war 2006 Drehort und Kulisse der dänisch-deutschen Krimiserie Der Adler – Die Spur des Verbrechens.